# 19005 Текман
19005 Текман (19005 Teckman) — астероїд головного поясу, відкритий 1 вересня 2000 року.
Тіссеранів параметр щодо Юпітера — 3,299.